# Cordia baracoensis
Cordia baracoensis là loài thực vật có hoa trong họ Mồ hôi. Loài này được Urb. mô tả khoa học đầu tiên năm 1929.